# Isoamyl butyrat

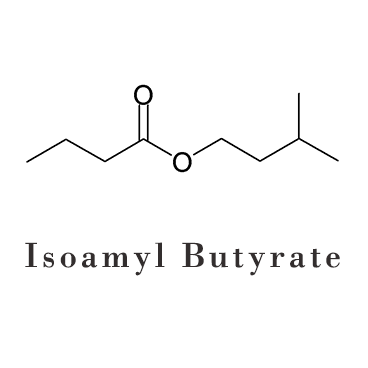

Isoamyl butyrat là một chất lỏng không màu với khối lượng phân tử là 158,241 g/mol, công thức là C9H18O2, nhiệt độ nóng chảy là -73 °C, nhiệt độ sôi là 184- 185 °C. Nó được tìm thấy trong đồ uống có cồn, nó có trong mùi hoa quả ví dụ như mơ, dưa, xoài...  Isoamyl butyrat cũng có mặt trong rượu vang, dầu bạch đàn và dầu dừa. Isoamyl butyrat được sử dụng để tạo hương vị trái cây.
Một số tên khác của Isoamyl butyrat: FEMA 2060, 3-methylbutyl; isoamylbutylate; Pentyl butancate; Isopentylbutyate; Isoamly butanoat; Isoamyl n-butyrat.
Isoamyl butyrat hòa tan trong rượu, một số loại dầu cố định, dầu hỏa, dầu parafin, không tan trong nước, glycerin, propylen glycol.
Tính chất ổn định: nước có cồn, thuốc chống mồ hôi, deo thanh, nước xả, chất làm sạch bề mặt cứng, dầu gội đầu, xà bông.
Lưu ý: Isoamyl butyrat nên được bảo quản ở nơi thoáng mát, khô ráo trong các thùng kín, tránh ánh nắng mặt trời trực tiếp và nhiệt độ cao.

## Ứng dụng
Isoamyl Butyrate là một este hóa học của butyrat. Nó là một loại chất tạo hương được sử dụng rộng rãi trong việc chế biến nhiều hương vị trái cây như mơ, chuối, lê, táo và các hương vị khác. Nó là thành phần chính của các hương vị nhân tạo và các hợp chất thơm được sử dụng rộng rãi trong ngành thực phẩm, nước giải khát, mỹ phẩm và dược phẩm. Nó cũng là một loại dung môi để chiết xuất gia vị tự nhiên và dung môi của chất axetat. Isoamyl butyrat được tổng hợp từ trung gian bởi lipase xúc tác esterfication của rượu isoamyl và butyrate.